# Humbert VII van Thoire-Villars
Humbert VII van Thoire-Villars (overleden te Trévoux op 24 juli 1424) was van 1372 tot aan zijn dood heer van Thoire-Villars. Hij behoorde tot het huis Thoire-Villars.

## Levensloop
Humbert VII was de tweede zoon van heer Humbert VI van Thoire-Villars en diens tweede echtgenote Beatrix, dochter van graaf Jan II van Chalon-Auxerre. Na de dood van zijn vader in 1372 erfde hij de heerlijkheid Thoire-Villars, evenals talrijke heerlijkheden in Bresse en Bugey.
Hertog Filips de Stoute van Bourgondië eiste dat Humbert VII hem zou huldigen als leenheer over al zijn gebieden. De oude Humbert was niet in staat om verzet te bieden en de hertog van Bourgondië veroverde het merendeel van de forten in Bugey. Omdat zijn erfgenaam was overleden en Humbert ook financiële problemen had, verkocht hij in augustus 1402 een deel van zijn bezittingen, de burchten en heerlijkheden Trévoux, Ambérieux en Châtelard, voor 30.000 livres aan hertog Lodewijk II van Bourbon. Enkele maanden later, in oktober 1402, verkocht hij voor 100.000 florijnen de rechten over al zijn heerlijkheden in Bresse en Bugey aan graaf Amadeus VIII van Savoye.
Humbert VII van Thoire-Villars overleed in juli 1424.

## Huwelijken en nakomelingen
Op 21 mei 1350 huwde hij met Alix, dochter van heer Aymon van Roussillon. Het huwelijk bleef kinderloos.
In 1368 huwde hij met zijn tweede echtgenote Maria (overleden in 1382), dochter van graaf Amadeus III van Genève en weduwe van heer Jan II van Chalon-Arlay. Ze kregen drie kinderen:
- Humbert (overleden in 1400), graaf van Genève
- Alix
- Louise, huwde in 1387 met Willem van Vienne, heer van Saint-Georges

In 1383 huwde Humbert VII met zijn derde echtgenote Isabella, dochter van graaf Jan VI van Harcourt. Ook dit huwelijk bleef kinderloos.